# Hospital St. Georg (Leipzig)

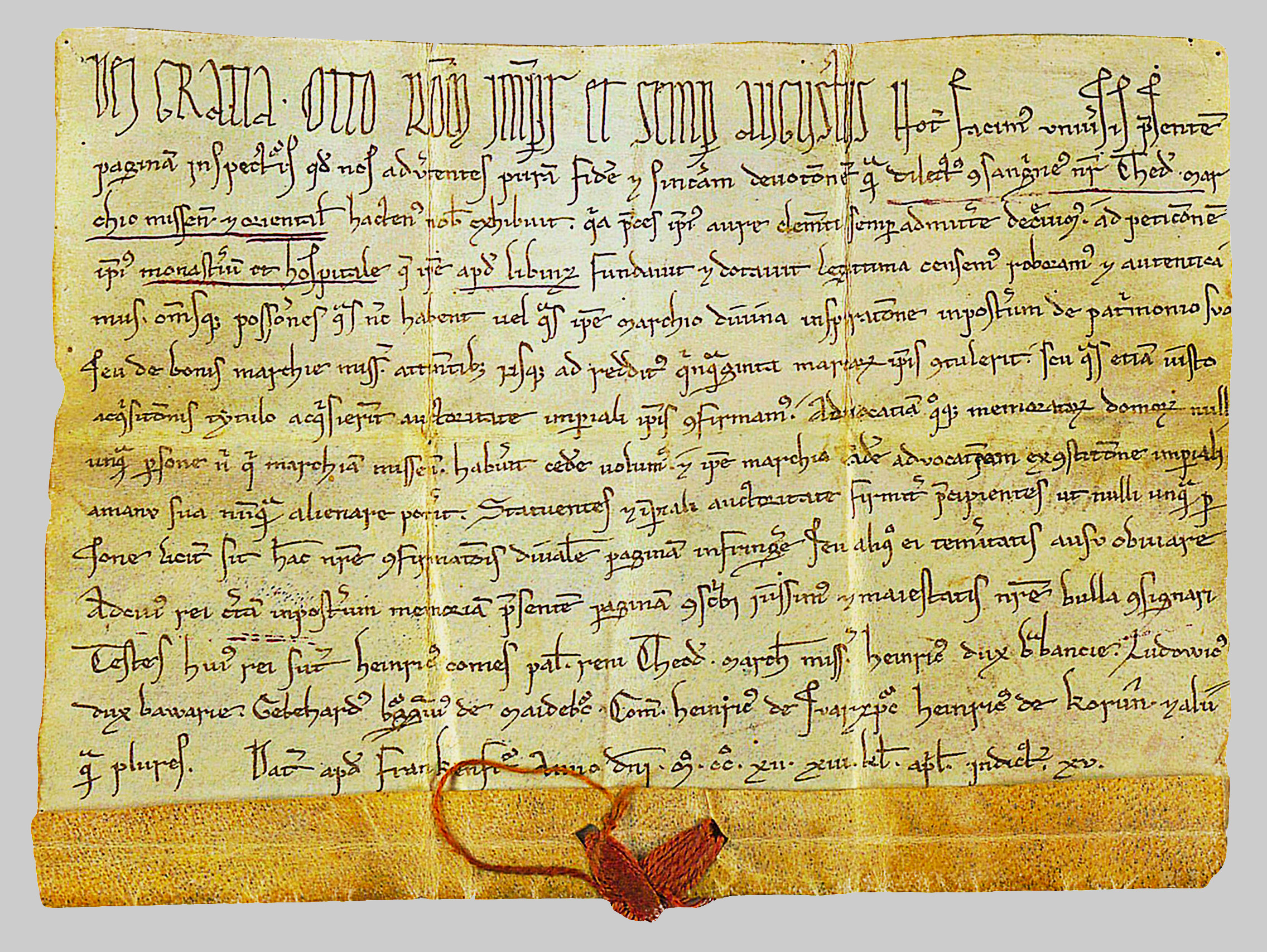
Stiftungsurkunde des Hospitals St. Georg vom 20. März 1212

Das Hospital St. Georg (später auch Georgenhaus) war die älteste soziale Einrichtung in Leipzig. Seit seiner Gründung im Jahre 1212 bestand es in verschiedenen Formen vom Mittelalter bis ins 20. Jahrhundert. Heute trägt den Namen St. Georg seine Nachfolgeeinrichtung, das Klinikum St. Georg.

## DasHospital zu St. Georgvor dem Ranstädter Tor (1212–1631)

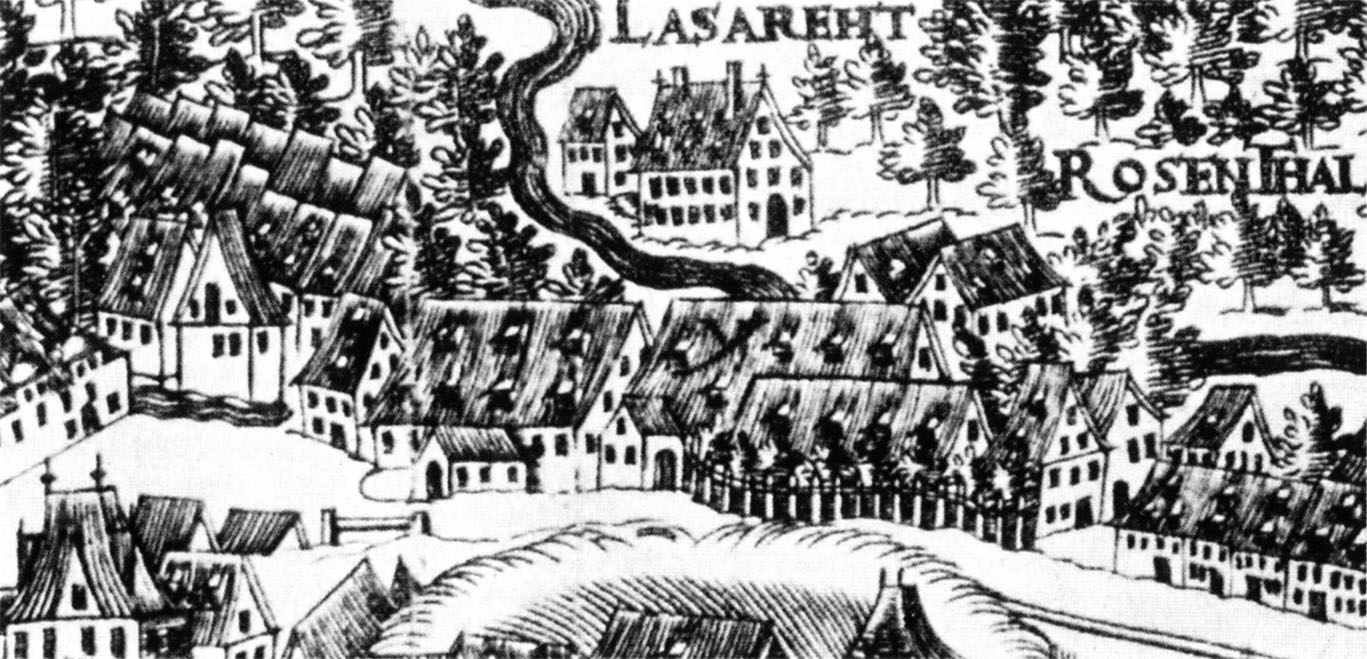
Im Vordergrund die Gebäude des Hospitals St. Georg vor dem Ranstädter Tor, Kupferstich von 1595

Die Stiftungsurkunde des Hospitals St. Georg wurde am 20. März 1212 auf dem Frankfurter Reichstag ausgefertigt. Kaiser Otto IV. ermächtigt darin den Markgrafen Dietrich von Meißen, das Kloster St. Thomas samt einem Hospital zu gründen. Obwohl diese Urkunde nur die Gründung eines namenlosen monasterium et hospitale (Kloster und Hospital) erwähnt, wird sie auch als Gründungsurkunde der zum Kloster gehörenden Thomasschule mit ihrem Thomanerchor angesehen. In einer weiteren Urkunde aus dem Jahr 1213 mit der Formulierung der Aufgabenstellung für das Hospital wurde es erstmals als Spittal sente Jorgen erwähnt. Der Heilige Georg war traditionell der Patron der Spitäler und Siechenhäuser. Über 200 Jahre lang wurde das Hospital gemäß dem kirchlichen Recht und der Pflicht der sozialen Fürsorge vom Thomaskloster betrieben. Es diente zunächst als Übernachtungsstätte für Pilger und Asyl für Obdachlose, Waisen und Findelkinder, widmete sich aber mehr und mehr der Aufnahme von Schwerkranken und Siechen.
Zunächst lag das Hospital zu St. Georg außerhalb der Stadtmauer vor dem Ranstädter Tor im Bereich der heutigen Rosentalgasse. (→ Karte)
Es wird aber auch ein Platz in Klosternähe (heute etwa Ratsfreischulstraße Ecke Martin-Luther-Ring) angegeben. Am 29. September 1439 verfügte der Bischof Johannes von Merseburg die Abtretung des Georgenhospitals und der Kapelle zu St. Georg vom Thomaskloster an den Rat der Stadt Leipzig. Mit der Übergabe war die Auflage verbunden, das Hospital durch einen Neubau zu ersetzen. Dieser entstand in den Jahren 1440 und 1441 an alter Stelle vor dem Ranstädter Tor. Nach dem Besitzwechsel nahm es einen bedeutenden Aufschwung. Viele reiche Bürger errichteten Stiftungen zugunsten des Hospitals. Diese Stiftungen erbrachten kontinuierlich bis zum Ende des 17. Jahrhunderts ein beträchtliches Kapital zugunsten des Hospitals St. Georg (siehe dazu die Tabelle Stiftungen für das Hospital St. Georg und die Stadt Leipzig insgesamt).
| Stiftungen für das Hospital St. Georg | Stiftungen für das Hospital St. Georg | Stiftungen für das Hospital St. Georg        | Gesamtzahl für die Stadt |
| Jahre                                 | Zahl                                  | Betrag                                       | Gesamtzahl für die Stadt |
| ------------------------------------- | ------------------------------------- | -------------------------------------------- | ------------------------ |
| 1439–1500                             | 07                                    | 02.820 Gulden, 0dazu Wiesen und Häuser       | 024                      |
| 1501–1539                             | 25                                    | 11.525 Gulden                                | 070                      |
| 1539–1600                             | 27                                    | 02.535 Gulden, Gut Eicha, 0Wiesen und Häuser | 081                      |
| 1601–1631                             | 11                                    | 01.487 Gulden                                | 057                      |
| 1631–1668                             | 02                                    | 00.250 Gulden                                | 055                      |
| 1668–1700                             | 02                                    | 00.150 Gulden                                | 046                      |
| 1700–1750                             | 14                                    | 07.710 Taler                                 | 116                      |
| 1750–1800                             | 12                                    | 08.287 Taler                                 | 167                      |

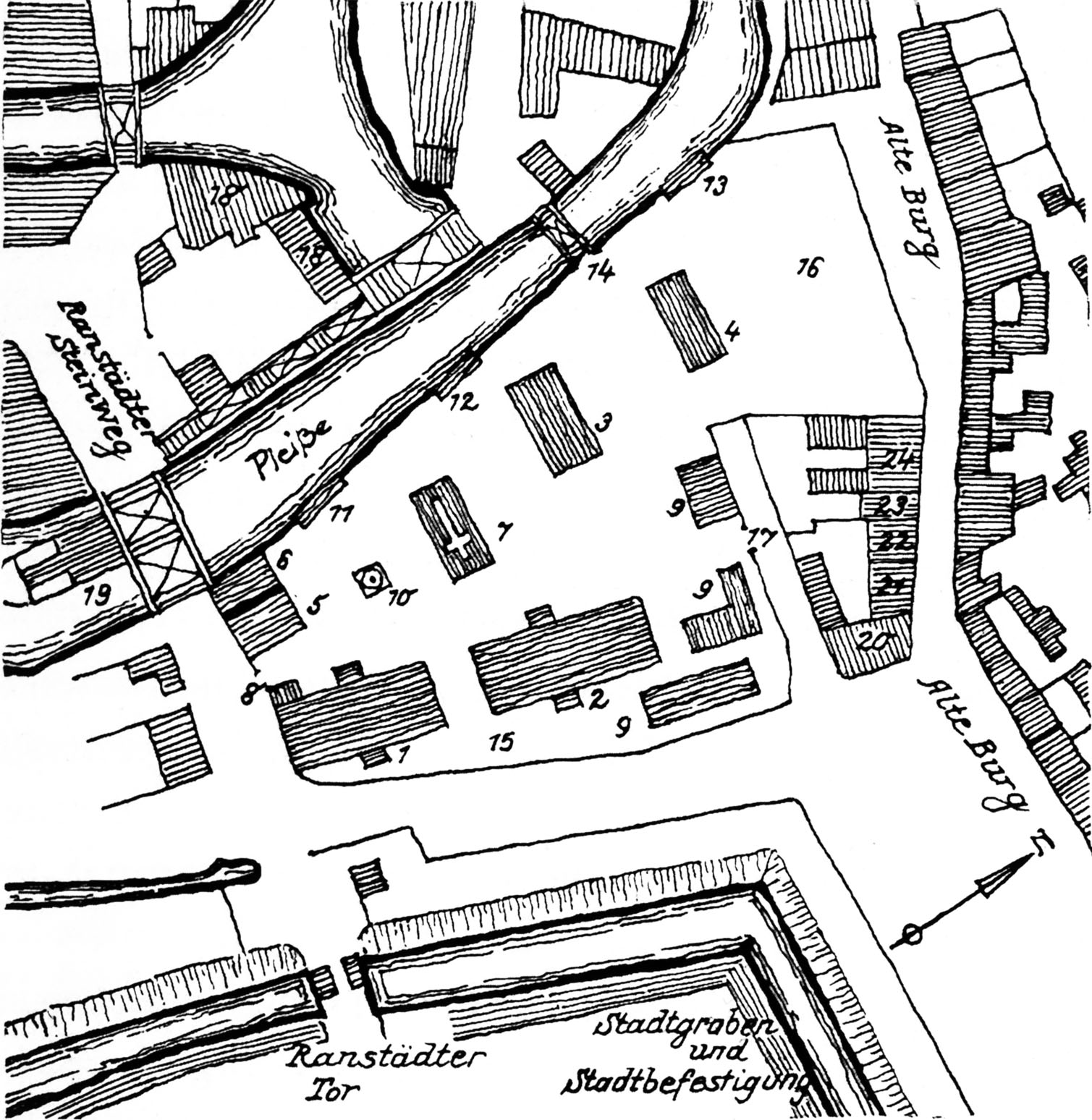
Lageplan des Hospitals nach dem Wiederaufbau von 1547

Das städtische Georgenhospital wurde von zwei Spitalsmeistern geleitet, die meist einflussreich und oft sogar Ratsherren waren, so zum Beispiel der von 1472 bis 1499 als Bürgermeister amtierende Ludwig Scheibe. Diese Leitung beschränkte sich allerdings auf administrative Aufgaben und die Oberaufsicht. Die Leitung im Haus oblag einem Hausherrn, der mit seiner Familie auch im Haus wohnte. Die ärztliche Fürsorge wurde zunächst von einem nebenamtlich wirkenden Arzt der Stadt übernommen, bis 1517 eine Stiftung die Beschäftigung eines Arztes am Hause ermöglichte.
1546 befahl Herzog Moritz von Sachsen im Schmalkaldischen Krieg, zur besseren Verteidigung die westliche Vorstadt Leipzigs mit dem Georgenhospital niederzubrennen. Als Entschädigung für die kriegsbedingte Zerstörung des Gebäudes schenkte Moritz, inzwischen Kurfürst, 1547 dem Georgenhospital das Gut Eicha bei Naunhof. Der Wiederaufbau des Hospitals am selben Ort erfolgte 1548/1549, wobei ab jetzt die Funktion als Herberge unterblieb und vor allem temporär Kranke, Arme und alte Leute aufgenommen wurden. Das gleiche Schicksal des organisierten Abbrennens erfuhr das Hospital nochmals 1631 im Dreißigjährigen Krieg. Damit hatte das Hospital seine Tätigkeit eingestellt, sein Vermögen bestand jedoch weiterhin. Ein schneller Wiederaufbau fand nicht statt. Der Vorsteher, der das Vermögen verwaltete, war gleichzeitig Vorsteher des Johannishospitals. Nach dessen Tod 1646 wurde die Vermögensverwaltung an die beiden Vorsteher des Johannishospitals übertragen. Den Ausschlag dafür gab die Tatsache, dass einige Insassen des Georgenhospitals vom Johannishospital aufgenommen worden waren und die Aufgaben beider Hospitäler ähnlich waren, so dass man sogar an ihre Vereinigung dachte.

## DasZucht- und Waisenhaus(Georgenhaus) am Johannisplatz (1668–1701)

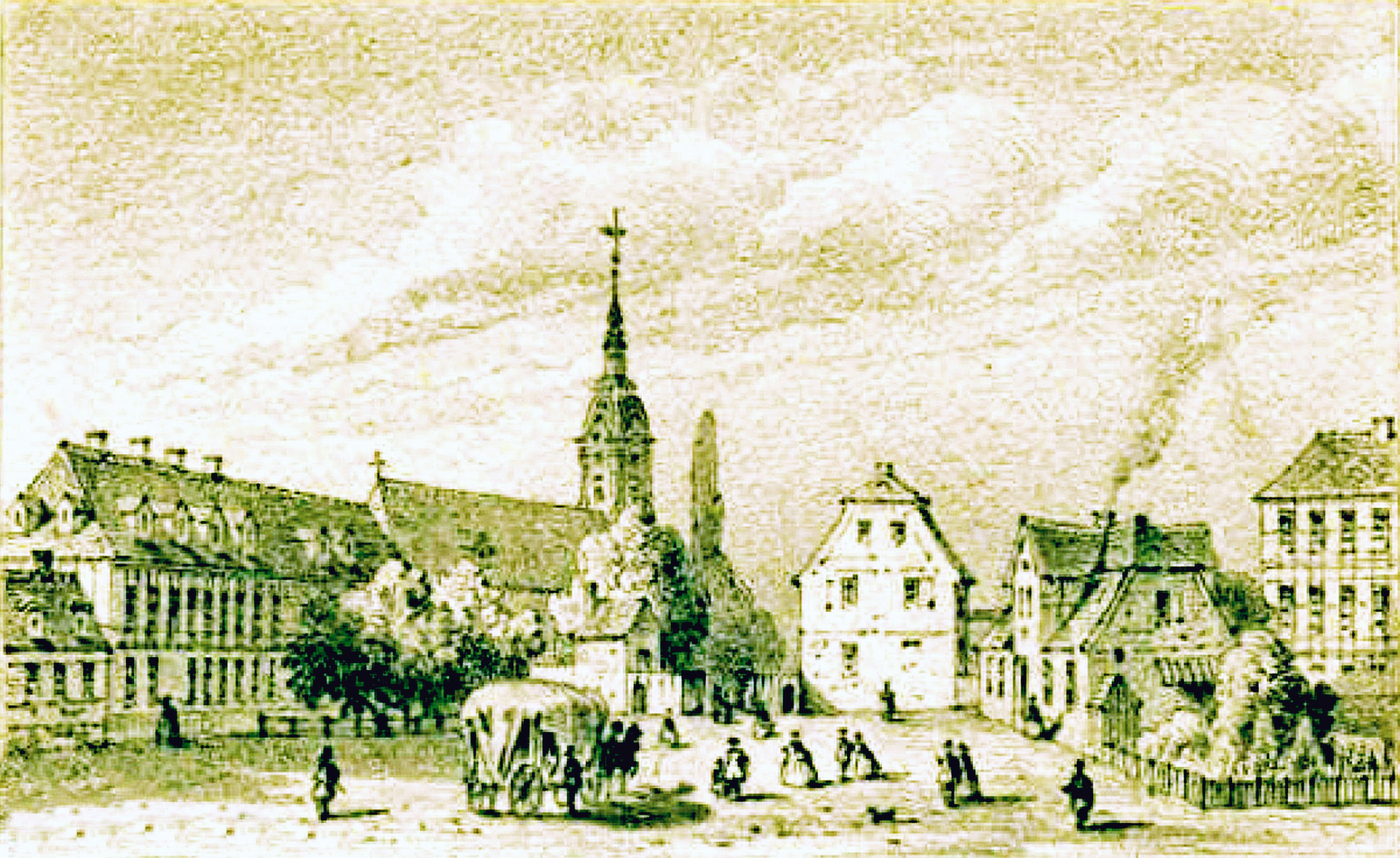
Das Zucht- und Waisenhaus (Georgenhaus; links) vor dem Äußeren Grimmaischen Tor

Da die Stadt inzwischen Bedarf an einem „Irrenhaus“ (Psychiatrie) und einer Besserungsanstalt hatte, beschloss  der Rat der Stadt, das Vermögen des Georgenhospitals zum Grundstock einer neu zu gründenden Einrichtung zu machen. 1668 wurde mit dem vorhandenen Kapital auf dem Grund und Boden des Johannishospitals das neue St. Georgen-Hospital errichtet. Es befand sich an der Nordseite des Johannishospitals vor dem Äußeren Grimmaischen Tor (auch Kohlgärtnertor). (→ Karte) Das neue Georgenhaus diente nun zur Unterbringung von „Wahnwitzigen und Sinnlosen“, als Zuchthaus und Besserungsanstalt.
Da die zwischen 1631 und 1668 in Familienpflege gegebenen Waisenkinder von ihren Pflegeeltern meist nicht gut behandelt und nicht regelmäßig zur Schule geschickt wurden, wurde bald ein Waisenhaus im neuen Georgenhaus eingerichtet, das von einem Lehrer und einem Geistlichen geleitet wurde. Der Unterricht beschränkte sich jedoch nur auf Lesen und Schreiben, bei den Größeren kam noch Katechismus hinzu. Da das Georgenhaus für seinen Unterhalt möglichst selbst sorgen sollte, wurden die Kinder zu leichten Arbeiten, wie Stricken von Strümpfen, Nähen und andere Handarbeiten herangezogen.
Später diente das Georgenhaus als Findelhaus und zur Aufnahme von Bettlern. Das Georgenhaus wurde das Armenhaus der Stadt, und die Räume reichten bald nicht mehr aus. Die Lage außerhalb der Stadtmauer schien für ein Zuchthaus unsicher, da sie das Entkommen der Zuchthäusler erleichterte. Es fehlte an Wasser und die Gefahren bei künftigen Kriegshandlungen waren auch nicht zu vernachlässigen. 1701 erfolgte der Umzug in einen Neubau am Brühl.
Ab 1710 wurde das alte Georgenhaus noch einmal genutzt, um melancholische Patienten und arme alte Menschen unterzubringen. Da die doppelte Wirtschaftsführung zusammen mit dem neuen Georgenhaus jedoch hohe Kosten verursachte, wurden die Patienten in das Haus am Brühl gebracht und das Georgenhaus am Johannisplatz 1765 vom Johannishospital übernommen.

## DasArmen-, Zucht- und Waisenhaus(Georgenhaus) am Brühl (1701–1871)

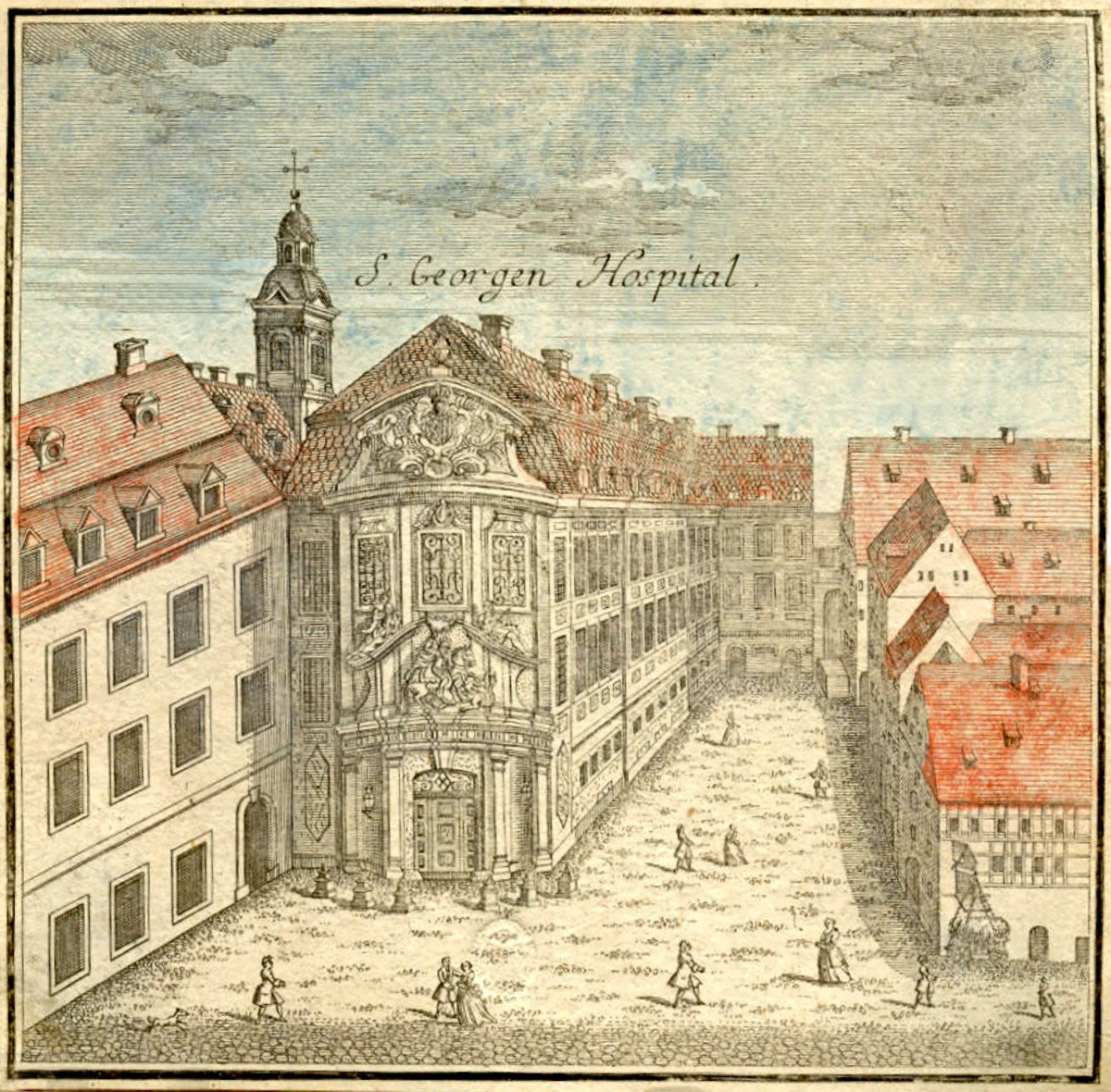
Das Georgenhaus am östlichen Ende des Brühls, 1749

Der Georgenhaus-Komplex, um 1830,
von der Promenade aus gesehen

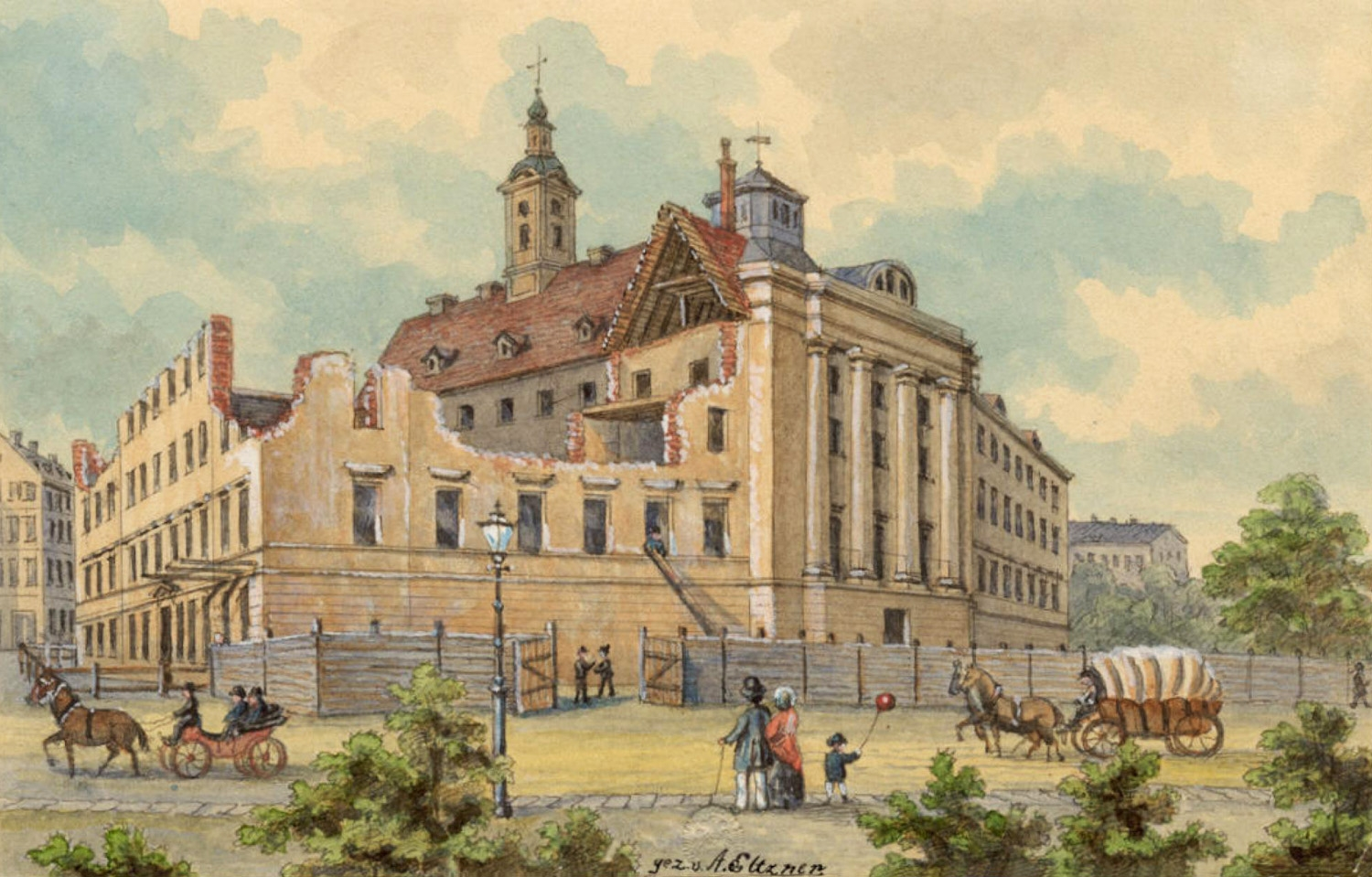
Der Abbruch des Georgenhauses (1870/71)

Der Vorsteher des Georgenhauses Georg Bose trieb wegen der Unzulänglichkeiten die Errichtung eines Neubaus voran. 1700/1701 wurde  innerhalb der Stadtmauer im Nordosten der Innenstadt bei der Hallischen Bastei am östlichen Ende des Brühls (der damals noch eine Sackgasse war) etwa an der Stelle der Einmündung in die heutige Goethestraße ein prächtiger Barockbau errichtet. (→ Karte)
Außer als Siechen- und Waisenhaus diente es auch zur Unterbringung von psychisch Kranken und von „unwilligen und ungeratenen Leuten“ im Sinne eines Arbeitshauses. Dass ein solches Arbeitshaus auch wirtschaftliche Bedeutung besaß, zeigt der Umstand, dass das Georgenhaus Leipzig das sächsische Privileg der Farbholzraspelei besaß, also der vorbereitenden Arbeiten zur Herstellung von Farben aus Farbhölzern.
Die Oberaufsicht des Georgenhauses hatte nun ein Vorsteher, der dem Rat der Stadt angehörte und meist auch Stadthauptmann war. Im Stadtgeschichtlichen Museum existiert eine nahezu lückenlose Serie von Gemälden der Vorsteher des Georgenhauses, unter ihnen zum Beispiel Johann Ernst Kregel von Sternbach, der den Bau initiierte, Johann Caspar Richter und Jacob Bernhard Limburger.
Der Komplex am Brühl, der ab 1705 auch eine Kirche, die Georgenkirche mit einem Deckengemälde von Adam Friedrich Oeser, enthielt, wurde bis 1799 mehrfach erweitert. Die erste Erweiterung fand bereits 1725 statt, bei der auch ein Barockportal mit der Figur des Heiligen Georg von Paul Heermann angefügt wurde (jetzt im Stadtgeschichtlichen Museum) sowie zwei Frauenfiguren der Zucht und der Caritas. 1729 fiel das benachbarte Grundstück, auf dem das erste Leipziger Opernhauses gestanden hatte, dem Georgenhaus zu. Die letzte Erweiterung durch Johann Carl Friedrich Dauthe umfasste auch eine zum Park gerichtete klassizistische Schmuckfassade mit vier Säulen.
In Kriegszeiten wurde das Georgenhaus auch immer wieder als Militärlazarett benutzt, so im Siebenjährigen Krieg, in den Koalitionskriegen, in der Völkerschlacht und im Preußisch-Deutschen Krieg 1866.
Im Jahr 1864 wurde das Waisenhaus vom Georgenhospital abgespalten und zog in die Münzgasse. Das Grundstück wurde an die Allgemeine Deutsche Credit-Anstalt (ADCA) verkauft und das Georgenhaus am Brühl 1870/71 abgerissen. Die ADCA errichtete einen Neubau, und der Brühl wurde zur Goethestraße hin geöffnet. Heute befindet sich dort ein Hotelneubau.

## DasHospital St. Georgim Rosental (1871–1892)

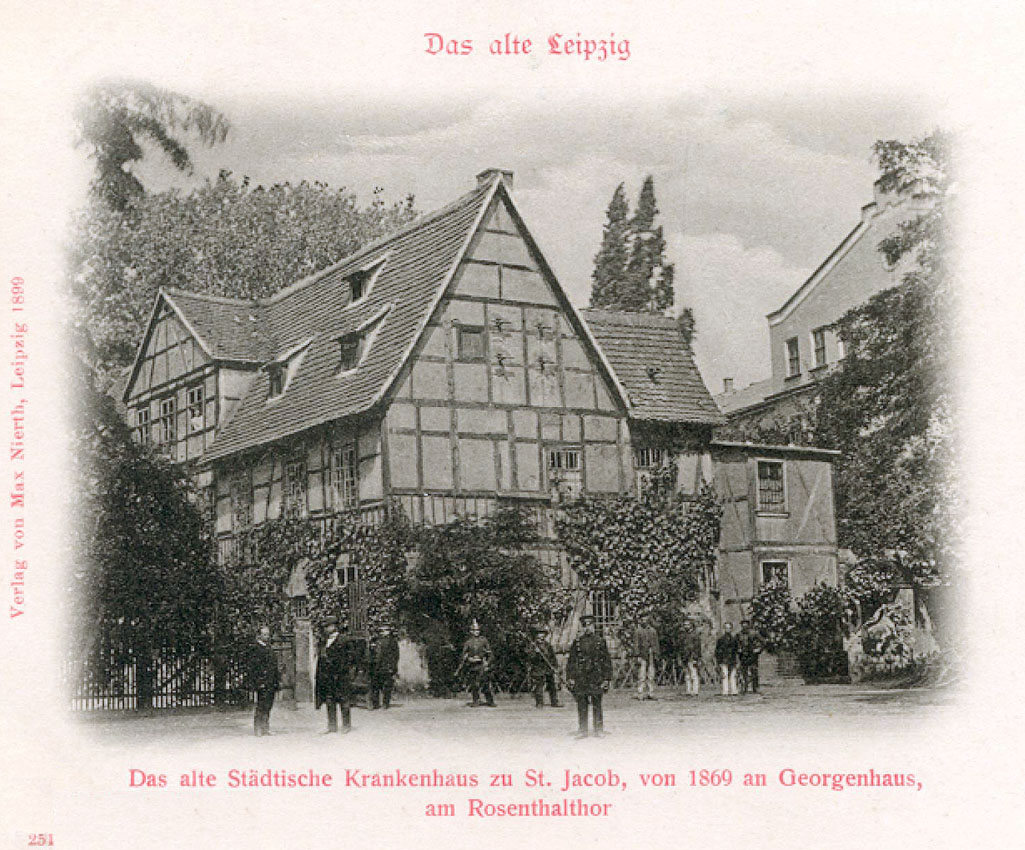
Das Georgenhaus im ehemaligen Jacobshospital

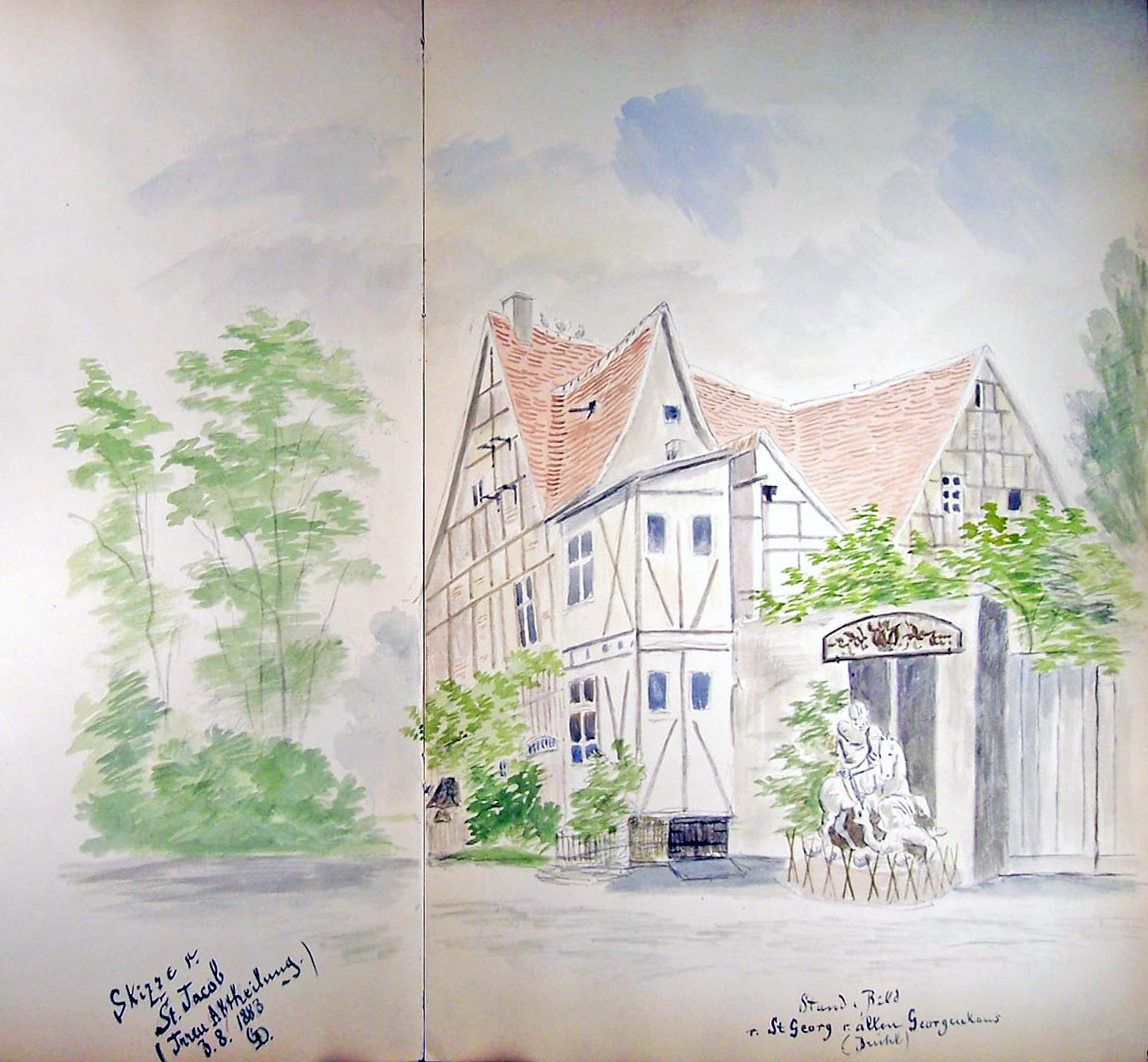
St.-Georg-Standbild vom alten Georgenhaus neben dem Hauptgebäude des ehemaligen Jacobshospitals

Nachdem das Jacobshospital 1871 in die Waisenhausstraße (heute Liebigstraße) umgezogen war, wurde mit Abriss des Georgenhauses am Brühl das Hospital St. Georg am 1. Juli 1871 in den Gebäudekomplex des ehemaligen Jacobshospitals nahe dem Rosental verlegt. (→ Karte) Das vom Barockgebäude übrig gebliebene Standbild des Heiligen Georg wurde an der Seite des Hauptgebäudes aufgestellt, es befindet sich heute im Stadtgeschichtlichen Museum.
Das Hospital hatte nun die Aufgabe, sich um Obdachlose, Geisteskranke, Siechende und zur Zwangsarbeit verurteilte Personen zu kümmern. Durch den Verkauf des wertvollen Grundstücks am Brühl hatte sich das Vermögen des Hospitals entscheidend verbessert, so dass der größte Teil des Haushalts aus eigenen Stiftungsmitteln bestritten werden konnte.
Die Einrichtung unterstand seit 1881 dem Armenamt der Stadt. Die Versorgten- und Siechenabteilung befand sich zusammen mit der Straf- und Reinigungsabteilung am Rosental. Zu den Gebäuden gehörte auch das von der Georgenhausverwaltung geleitete und bewirtschaftete Stadtbad. Für Obdachlose war das Georgenhaus nur eine Übergangsstation. Abgesehen von wenigen Personen (z. B. obdachlose Schwangere, die im Georgenhaus selbst aufgenommen wurden), kamen diese ins Exmittiertenhaus (Exmittieren = Zwangsräumen; im Sinne von Obdachlosenhaus), einer Zweigstelle des Georgenhauses, die sich seit Oktober 1879 in der ehemaligen Ratsziegelei auf dem Gelände der heutigen Festwiese an der jetzigen Jahnallee befand.
Die unzulänglichen alten Gebäude wurden bald baufällig. Man entschloss sich deshalb für einen Neubau in Thonberg und riss das ehemalige Jacobshospital nach 1892 ab.

## DieZwangsarbeitsanstalt zu St. Georgin Thonberg (1892–1908)

Plan der Zwangsarbeitsanstalt in Thonberg (1892)

Obwohl schon 1864 das Waisenhaus in eine gesonderte Einrichtung überführt und am 17. April 1882 die staatliche „Irrenklinik“ eröffnet worden waren, hatte sich das Georgenhaus nicht erübrigt, denn man benötigte weiterhin eine Einrichtung zur Unterbringung „arbeitsscheuer“ Armer, die sich bei einer Beschäftigung außerdem sittlich bessern sollten. Die baufälligen Gebäude im Rosental konnten dieser Aufgabe nicht mehr genügen. Für einen erforderlichen Neubau fasste man zuerst einen Bauplatz im Norden der Stadt ins Auge, der dann aber ungeeignet erschien. 1884 wurde schließlich Max Bösenberg mit der Planung auf einem Areal westlich des Bayerischen Bahnhofs beauftragt. Mit den ab 1889 beginnenden Eingemeindungen suchte man jedoch nach einem preisgünstigeren Bauplatz in den neuen Vorstädten und entschied sich für das 1890 eingemeindete Thonberg im Osten der Stadt. (→ Karte)
Das 28.000 m² große Grundstück in der Riebeckstraße 63 nahm ein Arbeitshaus sowie ein Versorgten- und Siechenhaus auf. Es bestand aus einem Verwaltungsgebäude, einem Wirtschaftsgebäude, zwei Männerhäusern für „Detinierte“ (zur Besserung Arretierte), einem Männerhaus für Versorgte mit Kranken- und Reinigungsabteilung, einer Abteilung für jugendliche „Detinierte“, einem Frauenhaus, einem Pförtnerhaus mit Polizeiwache und einem Schuppengebäude. In die Arbeitsanstalt wurden Personen beiderlei Geschlechts zur Verbüßung von Haft, zur „Detention“ und zur Entfernung von Ungeziefer von der Polizei eingewiesen. Die Versorgtenabteilung nahm „lüderliche“, „trunkfällige“, erwerbsunfähige und mittellose alters- und körperschwache Personen auf. Die Krankenabteilung war zuständig für „die maroden, fußkranken, leichten Patienten unter den Polizeiarrestaten und unter den vom Rat zugewiesenen Landstreichern, welche keiner eigentlichen Krankenhauspflege bedürfen.“ Die Gebäude waren für insgesamt 400 Personen konzipiert (250 „detinierte“ Männer, 35 Arrestaten zur Reinigung, 25 versorgte Männer, 10 jugendliche „Detinierte“, 30 leichtkranke Männer, 30 „detinierte“ Frauen einschließlich 5 Arrestatinnen, 10 versorgte und 10 leichtkranke Frauen). Das ganze Gelände war mit einer 3,20 Meter hohen Mauer umgeben.

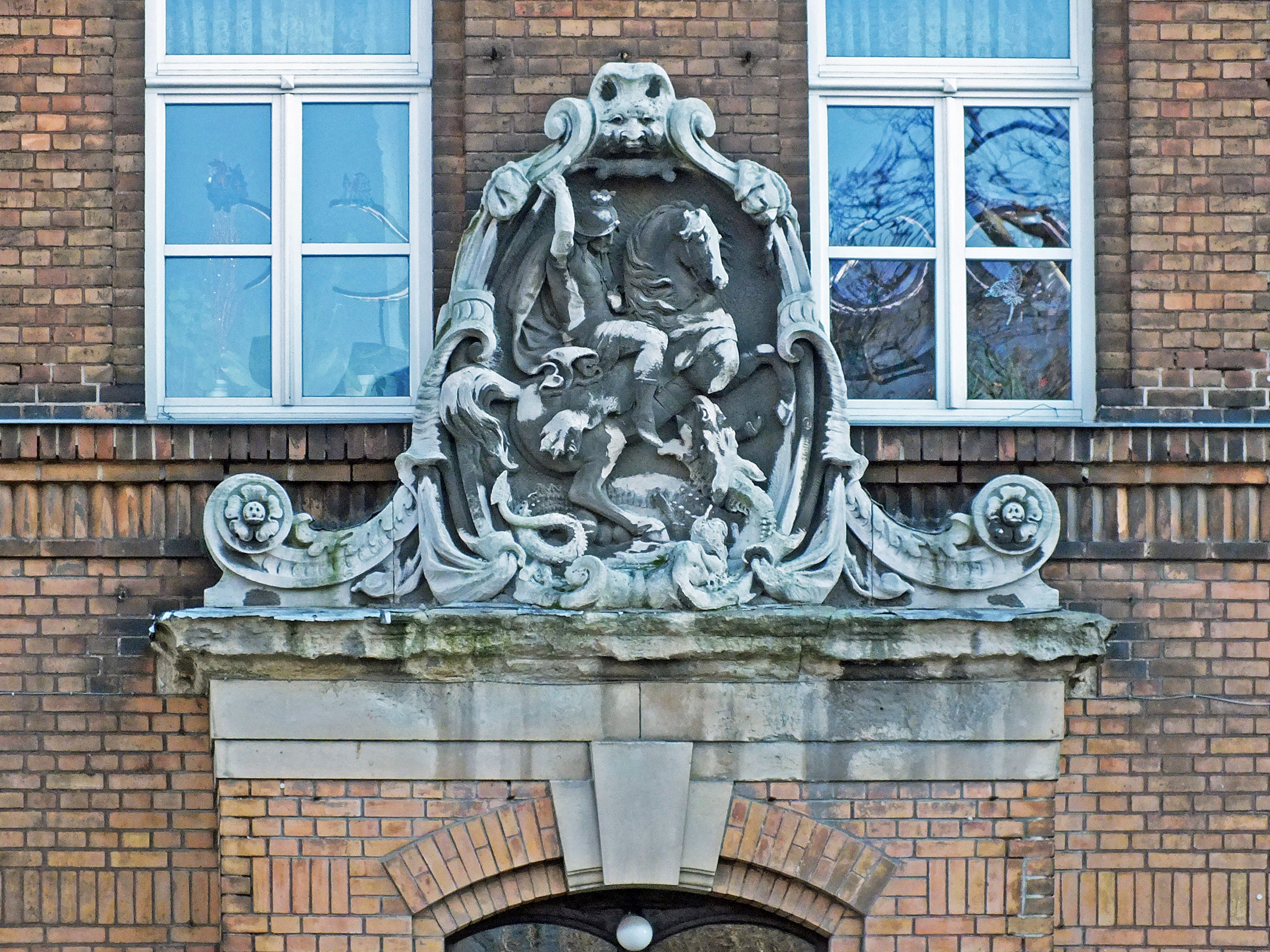
Georgsrelief am Verwaltungsgebäude des Wohnprojektes Riebeckstraße (ehemals Zwangsarbeitsanstalt zu St. Georg)

Die mit Baukosten von etwa 800.000 Mark „in lederfarbenen Rohbau-Vollsteinen mittlerer Qualität“ errichtete Zwangsarbeitsanstalt zu St. Georg wurde am 8. November 1892 von Oberbürgermeister Otto Georgi eingeweiht. Eine Nachbildung vom Sandsteinrelief des mit dem Drachen kämpfenden Georg aus dem früheren Georgenhaus am Brühl wurde über dem Portal des Verwaltungsgebäudes angebracht. Die im Volksmund auch „Georgine“ genannte Anstalt nahm seit 1895 auch Obdachlose auf.
Der an die Zwangsarbeitsanstalt gefallene traditionsreiche Name St. Georg wurde nach Ratsbeschluss zum 1. Januar 1909 zugunsten eines Neubaus aberkannt. Der Name ging an das neue Krankenhaus im Norden Leipzigs, die Zwangsarbeitsanstalt trug fortan die Bezeichnung „Städtische Arbeitsanstalt“. Auch das alte Pfarramt zu St. Georg ging mit allen kirchlichen Stiftungen (das Altarlehen von 1446 sowie verschiedene Korn-, Holz- und andere Deputate) der ehemaligen Kirche des Georgenhospitals auf das neue Krankenhaus über.
In der Zeit des Nationalsozialismus diente die Anstalt zusätzlich als Sammelstelle für Juden sowie Sinti und Roma. Außerdem funktionierte sie als zentrale Kontroll- und Verteilstelle der NS-Zwangsarbeit.

## Das StädtischeKrankenhaus St. Georgin Eutritzsch (seit 1913)

Das neue Krankenhaus auf einer Entwurfszeichnung von 1911

Die drastische Bevölkerungszunahme Leipzigs zum Ende des 19. Jahrhunderts machte den Bau eines großen städtischen Krankenhauses erforderlich. Dieser wurde durch den Rat der Stadt am 8. Januar 1908 beschlossen. Das neue Krankenhaus sollte den Namen der Zwangsarbeitsanstalt übernehmen und Krankenhaus St. Georg heißen.
Am 26. Mai 1913 wurde es mit Aufnahme der ersten Patienten im Norden des Stadtteils Eutritzsch eröffnet. (→ Karte)
Das heutige Klinikum St. Georg versteht sich deshalb als direkte Fortsetzung des Hospitals St. Georg und beging 2012 seine 800-Jahr-Feier.

## Geschlossene Venerologische Stationin Leipzig-Thonberg, 1970er und 1980er Jahre
In den 1970er und 1980er Jahren war in der Einrichtung Riebeckstraße 63 die Geschlossene Venerologische Station in Leipzig-Thonberg untergebracht, im Volksmund eine „Tripperburg“ genannt, vordergründig zur Bekämpfung von Geschlechtskrankheiten, genutzt aber auch zur Disziplinierung junger Frauen.
Seit Sommer 2019 setzt sich der Initiativkreis Riebeckstraße 63 intensiv mit der Geschichte des Geländes auseinander. Im Herbst 2021 hat sich hieraus der Verein Riebeckstraße 63 e. V. gegründet, mit dem Ziel, vor Ort dauerhaft einen Erinnerungs- und Lernort einzurichten. Im März 2022 übergab der SEB dem Initiativkreis und dem Verein ein Teil des ehemaligen Pförtnerhäuschens zur Nutzung. An diesem Ort soll zukünftig eine lebendige Erinnerungsstätte historisches Gedenken und Lernen ermöglichen sowie Begegnungen und Austausch anregen.
Der MDR hat einen Dokumentarfilm über die geschlossenen venerologischen Stationen der DDR-Krankenhäuser erstellt. Die in diesen Stationen durchgeführten Behandlungen und die dahinterstehende Methodik bewerten Historiker aus heutiger Sicht als sexualisierte Gewalt.

## Behindertenhilfe (seit 1999)
Seit 1999 ist das Gelände in Trägerschaft des Städtischen Eigenbetriebs Behindertenhilfe (SEB). Heute befinden sich auf dem Areal das Kinder- und Jugendwohngruppenobjekt Riebeckstraße und seit 2013 eine Unterkunft für Geflüchtete, betrieben vom Pandechaion – Herberge e. V. Im Juni 2019 eröffnete auf dem Gelände die vom SEB betriebene Kindertagesstätte „Kleine Handwerksmeister“.
Im südlichen Teil des Grundstücks stehen eine Praxisklinik sowie die von 2004 bis 2006 nach Plänen des Architekten Ulf Zimmermann erbaute Neue Erlöserkirche, die an der Stelle der kriegszerstörten Georgskapelle (ehemaliger Betsaal der Anstalt) und als Ersatz für die alte, ebenfalls kriegszerstörte Thonberger Erlöserkirche errichtet wurde.